# Auf heißer Fährte (1959)
Auf heißer Fährte (Originaltitel: Face of a Fugitive) ist ein US-amerikanischer Western von Paul Wendkos aus dem Jahr 1959 mit Fred MacMurray in der Hauptrolle. Das Drehbuch beruht auf Long Gone, einer Kurzgeschichte von Peter Dawson.

## Handlung
Der Bankräuber Jim Larsen soll durch einen Marschall ins Gefängnis überführt werden. Es gelingt ihm mit Hilfe seines Bruders zu fliehen. Der Marschall wird getötet und Larsens Bruder erliegt schließlich seinen Verletzungen. Larsen kann in einer Kleinstadt unter neuem Namen untertauchen. Dort befindet sich der Sheriff Riley in Auseinandersetzungen mit einem mächtigen Rancher. Larsen beschließt, den Sheriff zu unterstützen, obwohl dieser ihn erkennen wird, wenn mit der Eisenbahn die Steckbriefe mit seinem Bild eintreffen werden. Es kommt in einer Geisterstadt zur finalen Auseinandersetzung mit dem Rancher und dessen Leuten, die Larsen ausschalten kann und so dem Sheriff das Leben rettet. Der Sheriff erkennt Larsen schließlich als den flüchtigen Bankräuber und beschließt, sich vor Gericht für ihn einzusetzen.

## Produktion
Die Filmrechte erwarb David Heilweil für Charles H. Schneers Produktionsfirma Morningside Productions. Schneer, der seine Filme für die Columbia herstellte, konnte so binnen eines Jahres zum zweiten Mal mit Fred MacMurray zusammenarbeiten. Die Dreharbeiten begannen im Herbst 1958 und konnten innerhalb eines Monats abgeschlossen werden. 
Den deutschsprachigen Verleih übernahm ebenfalls die Columbia.

## Kritik
Das vom Filmdienst herausgegebene Lexikon des internationalen Films bescheinigt dem Eastmancolor-Farbfilm ein „Ansehnlicher Western von dichter Spannung“ zu sein.